# Laurent Dispot
 (mai 2018).
Si vous disposez d'ouvrages ou d'articles de référence ou si vous connaissez des sites web de qualité traitant du thème abordé ici, merci de compléter l'article en donnant les références utiles à sa vérifiabilité et en les liant à la section « Notes et références ».
Laurent Dispot (né en 1950) est un journaliste, polémiste et écrivain français. Ancien militant de la Gauche prolétarienne, il signe plus tard de nombreux articles pour Le Matin de Paris et Globe Hebdo. Il est aujourd'hui l’un des membres du comité de rédaction de La Règle du jeu. 
Il est, avec Pierre Hahn, Guy Hocquenghem et Françoise d'Eaubonne, cofondateur du Front homosexuel d'action révolutionnaire (FHAR), créé à Paris en mars 1971, existant jusqu'en 1973.

## Publications
- La Machine à terreur, Grasset, 1978.
- Le Manifeste archaïque, pour une morale de la modernité, Grasset, 1986, prix du Docteur-Binet-Sanglé de l’Académie française en 1987[1].